# Plan de Tuéda
Plan de Tuéda is een Frans nationaal natuurreservaat (réserve naturelle nationale) in de Alpen, meer bepaald in het Vanoisemassief. Het werd in 1990 opgericht en wordt beheerd door het aangrenzende nationaal park Vanoise. Het ligt op het grondgebied van de gemeente Les Allues, ten zuidoosten van het skidorp Méribel-Mottaret in Les 3 Vallées. Het reservaat omvat dennenbossen, de bovenloop van de Doron des Allues en twee berghutten. 